# Курская (станция метро, Арбатско-Покровская линия)
«Ку́рская» — станция Московского метрополитена на Арбатско-Покровской линии. Связана пересадками с одноимённой станцией на Кольцевой линии и станцией «Чкаловская» на Люблинско-Дмитровской линии. Расположена в Басманном районе (ЦАО) вблизи улицы Земляной Вал под путями Курского вокзала, по которому и получила своё название. Открыта 13 марта 1938 года в составе участка «Улица Коминтерна» — «Курская». Пилонная трёхсводчатая станция глубокого заложения с одной островной платформой. На платформе станции расположен маневровый светофор. Остальные светофоры расположены в тоннелях и у путевой стены.

## История
История проектирования станции «Курская» связана с историей проектирования Покровского радиуса Московского метрополитена, который должен был начинаться возле Библиотеки имени Ленина и заканчиваться в Измайлово. Первый проект Покровского радиуса появился в 1932 году. Возле Курского вокзала предполагалось построить станцию. В генеральном плане реконструкции Москвы 1935 года было окончательно утверждено расположение будущей станции метро «Курская». В первоначальном проекте станция называлась «Курский вокзал».
Строительство метро «Курская» осуществлялось закрытым способом. Расположение станции в плане было обусловлено требованиями наиболее рационального обслуживания пассажиров Курского вокзала и дальнейшего направления трассы Покровского радиуса к Спартаковской площади с обходом Московского газового завода. Кроме того, отсутствие окончательного проекта планируемой реконструкции Курского вокзала вынудило проектировщиков расположить станцию диагонально по отношению к площади Курского вокзала. Предполагалось два выхода: на месте здания багажного отделения Курского вокзала (из восточного торца) и в одном из жилых домов на Садовой улице (из западного торца). Однако проект западного выхода не был осуществлён. Станция была открыта 13 марта 1938 года в составе участка «Улица Коминтерна» — «Курская» второй очереди строительства, после ввода в эксплуатацию которого в Московском метрополитене стало 16 станций.
Во время Великой Отечественной войны станция «Курская» служила бомбоубежищем, как и другие станции московского метро. На станции был размещён филиал Государственной публичной исторической библиотеки.
В 1950 году был открыт переход на станцию «Курская» Кольцевой линии, а также ещё один выход в наземный вестибюль. В 1996 году открылся переход из западного торца на станцию «Чкаловская» Люблинской линии. После выработки своего ресурса эскалаторы серии Н в малом наклоне (выход №1) были заменены на ЭТ-5М в 1997 году и в большом наклоне в 1999—2000 годах на ЭТ-3М (после реконструкции большой наклон открылся 31 декабря 2000 года).
23 мая 2024 года выход №1 был закрыт для ремонта эскалаторов малого наклона. Открыть его обещают 5 сентября этого же года.

## Архитектура и оформление

### Вестибюль
Станция имеет один подземный вестибюль (общий со станцией Кольцевой линии), в который можно выйти из восточного торца. Центральный зал соединяется с промежуточным вестибюлем тремя эскалаторами типа ЭТ-3М, установленными в 2000 году с балюстрадами из нержавеющей стали. Промежуточный вестибюль — большое кубическое помещение, из которого в одну сторону широкий проход выводит в круглый колонный вестибюль. В центре него стоит мощная, круглая, развивающаяся вверх колонна (столп). Основание этой колонны как бы заглублено в пол, а углубление обведено по кругу небольшим гранитным бортиком. Поверхность столпа покрыта затейливой лепниной растительных мотивов. На ней также размещены небольшие лепные медальоны с сельскими сценками. Потолок зала опирается на столп, а также на два кольца колонн. Эти колонны — круглые, каннелированные, облицованные сургучно-красным мрамором, и квадратные, облицованные светло-кремовым мрамором. Стены зала облицованы розовым и желтоватым мрамором Газганского месторождения.
К круглому залу через переходную камеру примыкает кассовый зал. Круглый зал отделяется от кассового четырьмя пилонами, овальными в плане и расположенными длинной осью. Между ними — линия турникетов (типа УТ-2000). Кассовый зал представляет собой прямоугольное помещение, плоский потолок которого поддерживают кроме пилонов цилиндрические колонны. Зал оформлен в тёмных тонах. Стены, пилоны и колонны облицованы чёрным с белыми прожилками мрамором месторождения Давалу. Пол облицован плитами чёрного габбро и тёмно-серого гранита. В кассовый зал ведут три лестницы, расположенные по его длинной стороне, напротив пилонов и турникетов. В середине находится широкая лестница, ведущая в зал ожидания Курского вокзала и в коридор под всеми железнодорожными путями к Нижнему Сусальному переулку. Стены лестничной камеры оформлены белым мрамором.
В другом выходе из промежуточного вестибюля — длинный с поворотом коридор к межэтажному эскалатору типа ЭТ-5М, установленному в 1997 году, который выводит в наземный кассовый вестибюль в первом этаже жилого дома на площади Курского вокзала. Из-за особенностей расположения станции под площадью переход к выходу получился немного замысловатым, так как турникеты находятся дальше от эскалатора. Сами турникеты на станции были заменены на модели принципиально новой конструкции — с прозрачными открывающимися створками типа УТ-2000 (в 2009 году они были модернизированы). Также одна из немногих станций, где сохранились оригинальные надписи: «ВХОД», «НЕТ ВХОДА», «ВЫХОД», «НЕТ ВЫХОДА» и «К КАССАМ И ПОЕЗДАМ».

### Станционные залы
Конструкция станции — пилонная трёхсводчатая глубокого заложения. Сооружена по типовому проекту (архитектор Л. М. Поляков). Диаметр центрального зала 9,5 метров, боковых залов — 8,5 метров.
Оформление станции, вестибюлей и переходов посвящено сельскому хозяйству. Свод станции опирается на два ряда мощных пилонов, отделанных серым с белыми прожилками мрамором Уфалейского месторождения. Круглые отверстия на пилонах оформлены декоративными решётками из золочёного металла с изображением колосьев и с укреплёнными на них светильниками. Кроме того, зал освещается люстрами-тарелками. Потолок станции украшен рельефным орнаментом с лепными вставками. Пол в центральном зале выложен серым гранитом, в боковых залах — тем же гранитом с геометрическими вставками чёрного диабаза и красного гранита. Путевые стены покрыты сверху белой керамической плиткой, а снизу — чёрным мрамором.

### Переходы
Переход на Кольцевую линию, открытый в 1950 году, находится в центре зала. Там располагается переходная камера с лестницами на спуск и на подъём. Далее длинный коридор выводит к мостику над платформой в сторону «Таганской» и лестнице в центре зала «Курской-кольцевой».
Переход на Люблинско-Дмитровскую линию — в западном торце через пристройку, удлиняющую центральный зал, по короткому эскалаторному тоннелю и короткому переходу с арками в аванзал «Чкаловской». Пристройка, удлиняющая центральный зал, была построена специально для перехода через ранее глухой западный торец станции в 1996 году.

## Путевое развитие
Станция была конечной на Арбатско-Покровской линии до 1944 года. За станцией располагается пошёрстный съезд, по которому оборачивали поезда до продления линии на восток, и сейчас используемый для оборота при нештатных ситуациях, а также для служебных перевозок. На станции 2 стрелочных перевода.

## Станция в цифрах
- Код станции — 046[1].
- Глубина залегания станции — 30 метров.
- Высота над уровнем моря — 110 метров.
- Пикет ПК031+51[16].
- По данным 1999 года, ежедневный пассажиропоток по вестибюлям составлял 18 330 человек, пересадочный пассажиропоток на станцию «Курская» Кольцевой линии — 30 900 человек, а пересадочный пассажиропоток на станцию «Чкаловская» — 60 400 человек[17]. Согласно статистическому исследованию 2002 года, пассажиропоток станции составлял: по входу — 19 900 человек, по выходу — 15 600 человек[18].
- Время открытия станции для входа пассажиров — 5 часов 30 минут, время закрытия — в 1 час ночи[19].
- Таблица времени прохождения первого поезда через станцию[20]:

| По чётным числам                      | Будние дни | Выходные дни |
| По нечётным числам                    | Будние дни | Выходные дни |
| В сторону станции «Бауманская»        | 05:50:00   | 05:50:00     |
| В сторону станции «Бауманская»        | 05:50:00   | 05:50:00     |
| В сторону станции «Площадь Революции» | 05:42:00   | 05:42:00     |
| В сторону станции «Площадь Революции» | 05:42:00   | 05:42:00     |

## Расположение
Станция метро «Курская» Арбатско-Покровской линии расположена между станциями «Бауманская» и «Площадь Революции». Выход в город на площадь Курского вокзала и улицу Земляной Вал.

### Железнодорожный транспорт
Курский вокзал обслуживает поезда дальнего следования восточного, южного, западного и северо-западного направлений. От Курского вокзала начинается Курское и Горьковское направления Московской железной дороги.
Пригородные поезда от вокзала следуют по Курскому, Горьковскому, Киевскому и Рижскому направлениям.
В 2019 году со станции «Курская» появилась бесплатная пересадка на одновременно запущенную линию МЦД-2 Московских центральных диаметров. С 2023 года действует бесплатная пересадка на линию МЦД-4.

### Наземный общественный транспорт
На этой станции можно пересесть на следующие маршруты городского пассажирского транспорта:
- Автобусы: 024, 40, Б
- Трамваи: 2, 4, 32

## Станция в культуре
Станция «Курская» упоминается в постапокалиптическом романе Дмитрия Глуховского «Метро 2033». Согласно книге, станция входила в состав Содружества станций Кольцевой линии, чаще именуемого Ганзой. Жители этой станции, как и всего содружества, живут за счёт торговли и взимания пошлин с торговцев. На станции происходит ряд миссий в компьютерной игре «Симбионт». 
В марте 2023 года на площадке проекта «Музыка в метро» на станции мини-концерт дал Баста.

## Галерея
| - Зал станции. 9 мая 2007 года - Пилоны - Потолок центрального зала - Посадочная платформа - Выход в город - Переход на «Чкаловскую» - Переход на Кольцевую линию |